# Taborstraße (metropolitana di Vienna)
Taborstraße è una stazione della linea U2 della metropolitana di Vienna, situata nel 2º distretto (Leopoldstadt).

## Descrizione
La stazione prende il nome dalla via più antica di Leopoldstadt, la Taborstraße che si estende dal Donaukanal fino alla zona dell'ex-stazione ferroviaria di Vienna Nord e si trova circa a metà della strada, sotto all'incrocio con Obere Augartenstraße e Novaragasse.
La stazione è stata costruita tra il 2003 e il 2008, con due tunnel separati (uno per direzione) e accesso ai treni da un marciapiede laterale. I tunnel sono stati realizzati con scavo sotterraneo mentre la stazione è stata costruita con lavori a cielo aperto. La stazione ospita inoltre un impianto geotermico.
L'entrata in servizio è avvenuta il 10 maggio 2008 nel contesto del prolungamento della linea U2 tra Schottering e Stadion. L'edificio residenziale situato in Novaragasse 8, di proprietà delle Wiener Linien, possiede un accesso diretto alla stazione.

## Ingressi
- Taborstraße
- Obere Augartenstraße
- Novaragasse